# Kaiser-Franz-Joseph-Jubiläumskapelle am Haunsberg

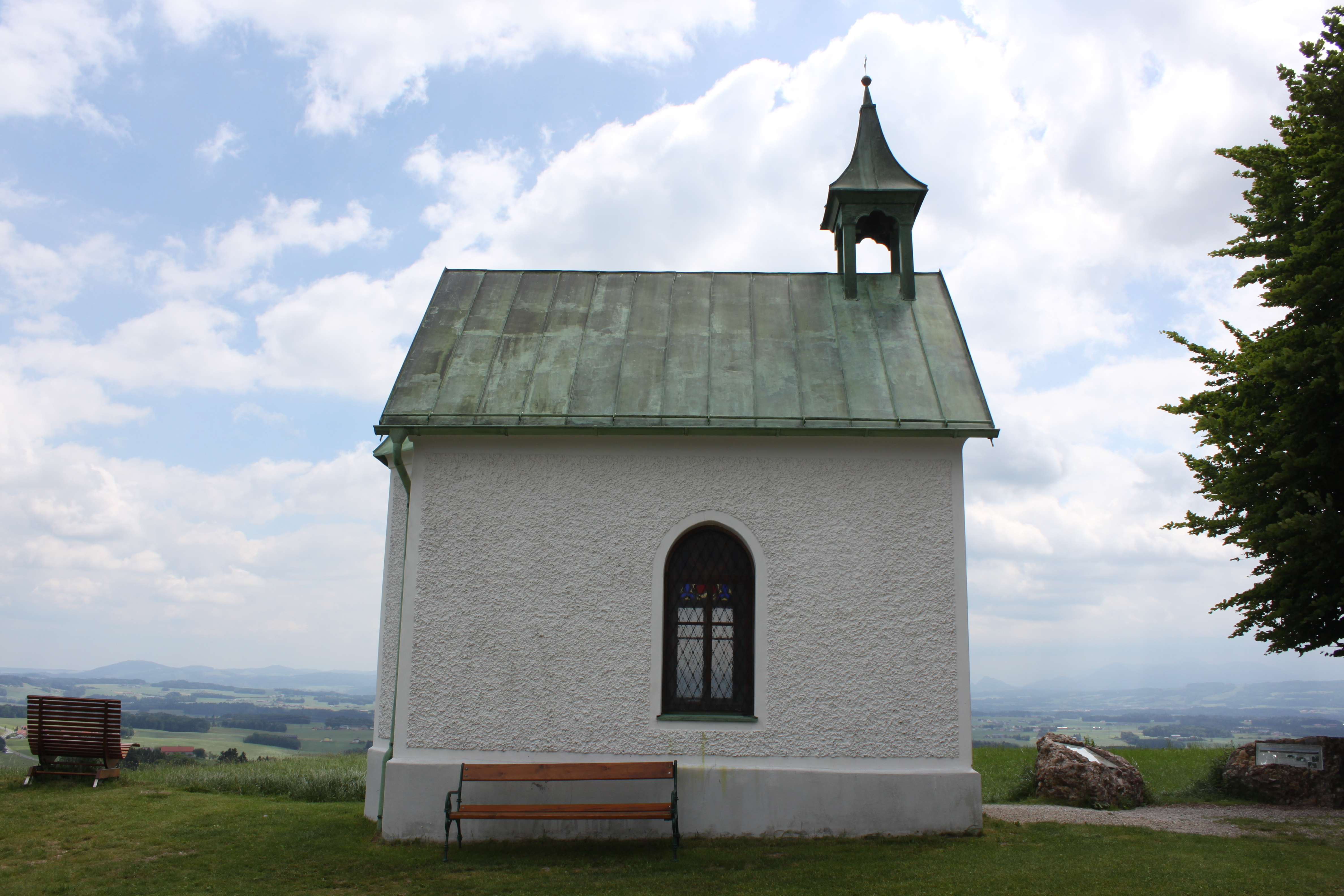
Kaiser-Franz-Joseph-Jubiläumskapelle am Haunsberg in Obertrum am See

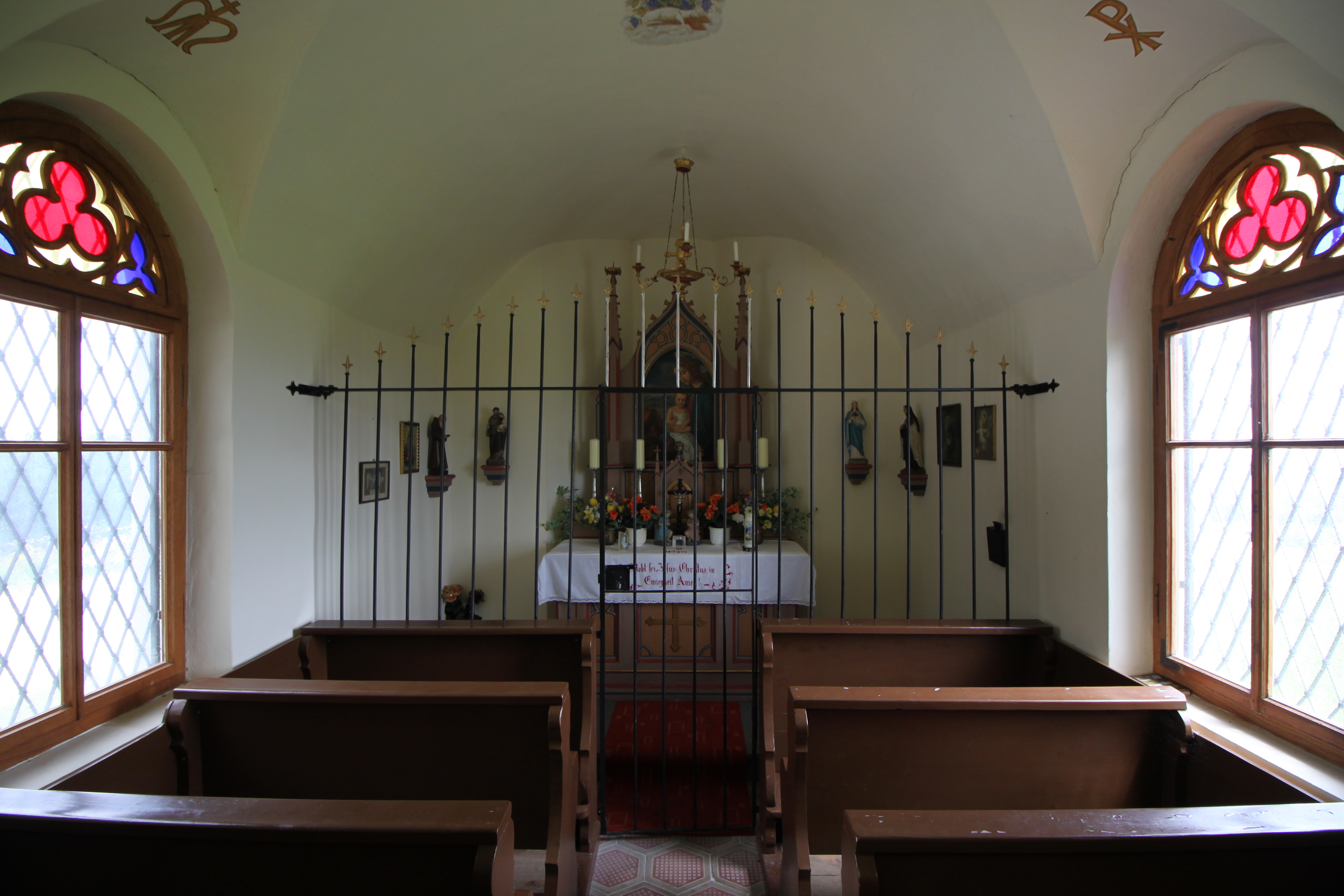
Im Betraum zur Apsis

Die römisch-katholische Kaiser-Franz-Joseph-Jubiläumskapelle steht bei der Kaiserbuche auf dem Kamm des Haunsberges in der Marktgemeinde Obertrum am See im Bezirk Salzburg-Umgebung im Land Salzburg.

## Beschreibung
Der putzgegliederte Kapellenbau hat eine kleine eingezogene Apsis mit einem Dreiseitschluss. Über der rundbogige Portaltüre trägt das Satteldach einen Dachreiter. Die rundbogigen Fenster haben eine Holzmaßwerk.
Das Kapelleninnere hat ein flaches Tonnengewölbe. Der neugotische Wimpergaltar trägt eine Figur der hl. Maria.
Am 28. Oktober 1779 wurde Kaiser Joseph II. bei einem inoffiziellen Besuch an einer unbewaldeten Stelle des Kammes des Haunsberges die Schöne Aussicht gezeigt. In Erinnerung wurde an dieser Stelle eine Rotbuche gepflanzt und als Kaiserbuche bezeichnet. Benachbart wurde gleichfalls 1779 eine gemauerte Gedenkpyramide errichtet und 1957 zuletzt erneuert. Daran anschließend wurde 1898 zum 50. Regierungsjubiläum von Kaiser Franz Joseph I. eine Kapelle erbaut und 1968 restauriert.